# Parafia św. Andrzeja Apostoła w Prawdziskach
Parafia św. Andrzeja Apostoła w Prawdziskach – parafia rzymskokatolicka, znajdująca się w diecezji ełckiej, w dekanat Ełk – Miłosierdzia Bożego.